# Schuldig (2009)
Schuldig ist ein deutsches Fernsehdrama aus dem Jahr 2009. Regie führte Nils Willbrandt. Der Film wurde am 4. Februar 2009 beim Ersten Deutschen Fernsehen gezeigt.

## Handlung
Professorin Eva Senn, erfolgreiche Wissenschaftsjournalistin aus Magdeburg, verliert durch Alkohol ihren Führerschein. Ihre zerrüttete Ehe mit dem Arzt Dr. Kurt Senn geht gleichzeitig in die Brüche. Als sie eines Tages in der Stadt mit ihrer Freundin Marie unterwegs ist, parkt diese kurz in der zweiten Spur, nur um Hundefutter zu besorgen. Eva, nun allein im Wagen, wird bald von einem Stadtbus drangsaliert, der nicht vorbeikommt. Obwohl sie keinen Führerschein hat, versucht sie, das Auto rückwärts in eine freie Parklücke zu bringen, und fährt dabei die Studentin Lea Freundner an. Diese ist fortan querschnittgelähmt. Nach der Verhandlung wird Eva von der Presse niedergemacht und sogar von einem Unbekannten mit einem Farbbeutel beworfen.
Derselbe Täter will sich für Leas Leid rächen und bedroht die Professorin fortan mit Anrufen und Drohungen. Sie will jedoch diese Drohungen nicht anzeigen, da sie Mitleid mit Lea hat, und will ihr mit neuen Heilungsverfahren helfen. Doch dann verschwindet Lea plötzlich aus ihrer Wohnung. Eva verbarrikadiert sich in ihrer Wohnung und bricht soziale Kontakte ab. Dennoch will sie Lea wiederfinden und findet in dem Anwalt Peer Gutenberg einen Helfer. Er bringt sie dazu, der Polizei die Drohanrufe zu melden, nachdem sie ihren stillgelegten Alfa Romeo in der Tiefgarage stark beschädigt und mit Farbe vorfindet. Gutenberg, der ähnliches erlebt hat, rät ihr, nicht weiter zu recherchieren, und wohnt erst mal bei ihr. Doch dann lockt der Unbekannte Gutenberg aus der Wohnung und taucht dort maskiert vor ihr auf. Gutenberg erscheint rechtzeitig, wird jedoch im Handgemenge niedergestochen. Der Täter entkommt, aber der Anwalt überlebt schwerverletzt.
Kommissar Hellman rät Dr. Senn unterzutauchen. Sie fährt, nachdem sie von ihren Kollegen Professor Schnippe den Geburtsort von Lea erfahren hat, dorthin. Der Pastor der Gemeinde erzählt ihr die wahre Vorgeschichte von Lea. Ihre Eltern sind nicht in Kitzbühel umkommen, sondern an Krebs und Selbstmord gestorben. Des Weiteren hat sie einen vorbestraften Bruder namens Jonas. Er gibt ihr seine Adresse in Magdeburg. Sie sucht diese in einem alten Wohnblock auf und verschafft sich durch einen Tipp der Nachbarin Einlass. Sie entdeckt, anhand von Kleidungsstücken, dass Jonas der Täter ist, und Lea sich in der Wohnung befindet. Als Lea glaubt, ihren Bruder gehört zu haben, erkennt Eva, dass Lea wirklich Rachegefühle in sich trägt, und ihr Bruder, der gerade auftaucht, versucht, Eva am Verlassen der Wohnung zu hindern. Er will die Professorin mit einem Staubsaugerrohr niederprügeln und wird von ihr durch einen Aschenbecher niedergeschlagen. Die Polizei führt beide ab. Eva besucht Gutenberg im Krankenhaus und schließt mit ihrer alten Ehe ab, indem sie Ehering und andere Erinnerungen mit der Lieblingsbrotdose ihres Mannes in den Müll wirft.

## Kritik
„(Fernseh-)Drama um eine Karrierefrau, die den Boden unter den Füßen verliert und mit der Destruktion ihres bisherigen Lebens konfrontiert wird.“

„Regisseur Nils Willbrandt […] drehte nach einem eigenen Drehbuch dieses ganz auf die wie immer bravourös aufspielende Hauptdarstellerin Thekla Carola Wied zugeschnittene Genrewerk. Allerdings wirkt das Ganze reichlich unglaubwürdig und an einigen Stellen mitunter vollkommen aus der Luft gegriffen. Denn zuviel stürzt auf einmal auf die Protagonistin ein. Hier wären weniger Verstrickungen und Schicksalsschläge sicher mehr gewesen!“